# أبيط (السعودية)
ابيط هو مركز يقع شرق محافظة تيماء السعودية. يوجد بها مدارس للمرحلة الابتدائية والمتوسطه فقط للبنين والبنات، ويوجد بها مركز للقرية.